# Star Wars: X-Wing Alliance
Star Wars: X-Wing Alliance es un videojuego para ordenador personal. Pese a su nombre, la nave protagonista de este videojuego y la más usada a lo largo de las campañas y misiones, es un carguero corelliano YT-1300; el mismo modelo que el Halcón Milenario, si bien se llegan a usar los cazas más característicos de la Alianza Rebelde (X-Wing, Y-Wing, A-Wing, B-Wing, etc). Como atractivo extra, se participa en la batalla épica contra la segunda Estrella de la Muerte.
Este Juego relata la historia del negocio familiar de los Azzameen, dedicado al transporte y comercio de diversas mercancías, ajenos por conveniencia a la Guerra Civil galáctica, aunque simpatizantes de la Alianza Rebelde. Sus eternos enemigos, los Viraxo, gran familia dedicada al mismo negocio y eterna competencia, pero también dedicada al contrabando y aliados del Imperio, buscan a toda costa la desaparición de la familia Azzameen para conseguir el monopolio de la zona.
Con artimañas, consiguen implicar a los Azzameen con puntuales colaboraciones de éstos con la Alianza Rebelde, para que el imperio los cuente como enemigos y los elimine, y así acabar con el negocio familiar.
El protagonista, Ace Azzameen, al ver que su familia es encarcelada y perseguida y que todo aquello que había conocido desaparecía, no tuvo más remedio que alistarse en la Alianza Rebelde, lo que por otra parte constituía su sueño.

## Último de la saga
X-Wing Alliance es por el momento el último juego de la saga X-Wing, iniciada en 1993 con el juego X-Wing. Aporto gráficamente cabinas virtuales, capacidad de soportar resoluciones superiores a 640X480 (limitación impuesta en X-Wing vs TIE Fighter), sonido envolvente en 3D, soporte de force feedback para joystick (requerido para jugar como en anteriores entregas), efectos gráficos avanzados para la época, como iluminaciones dinámicas , partículas, humo, etc, e introdujo el interesante concepto de multi-zonas separadas por hiperespacio. El juego contaba con hasta 4 zonas de combate separadas, cada una con sus flotas independientes, conectactadas entre sí por puntos de salto que podían aparecer o no dependiendo del argumento. También subió a 96 el límite de naves simultáneas en pantalla a (frente a las 32 de X-Wing vs TIE Fighter), y permitió por primera vez que el jugador aterrizara en su nave base para rearmarse en mitad de una misión. 
El número de naves presentes en el juego subió espectacularmente, incluyendo multitud de diseños del universo expandido de Star Wars, permitiendo además al jugador volar la práctica totalidad de cazas rebeldes, imperiales o de "terceras partes", y por primera vez, las naves en explosión y las cabezas de guerra provocaban peligrosas ondas expansivas.
El "plato fuerte" del juego consistía en la batalla final contra la segunda estrella de la muerte y la flota imperial. En la última parte de ésta, el jugador podía pilotar el Halcón Milenario a través del túnel de la Estrella de la muerte.

## Multijugador
El apartado de multijugador fue sin embargo un paso atrás: el anterior X-Wing vs TIE Fighter (y su expansión Ballance of Power) era y sigue siendo popular por dejar campañas interactivas con historia que permiten a hasta 8 jugadores volar juntos en una misión en uno de los dos bandos, además de los populares modos de combate entre jugadores por equipos o 1 vs 1. X-Wing Alliance dispone de un modo multijugador que permite estos modos entre jugadores por equipos, y permite crear misiones rápidas añadiendo naves de inteligencia artificial. Sin embargo, se eliminó el popular modo de campaña multijugador, de modo que ahora los jugadores solo podían crear misiones simples con hasta 16 naves o escuadrones de naves, (ocupando un jugador humano un escuadrón) con objetivos simples. Esta circunstancia provocó que X-Wing Alliance se usara en multijugador sólo para melees entre jugadores y que incluso a día de hoy, más de 10 años tras su lanzamiento, X-Wing vs TIE Fihghter siga siendo una opción favorita para volar en multijugador.
Además, el motor de multijugador no se mejoró, y al igual que su predecesor X-Wing Alliance, no es un juego muy eficiente en red, salvo que se disponga de una LAN.

## Actualizaciones
X-Wing Alliance aún sigue siendo jugado mundialmente, y una de sus virtudes es que permite modificar sus modelos 3D de naves, lo que ha creado una comunidad que a día de hoy sigue creando modelos 3D lo más fieles posibles a lo que se ve en pantalla, dando vida y apariencias nuevas al juego. Una de las comunidades de mejora y modificación más populares se encuentra en X-Wing Upgrade.

## Futuro
X-Wing Alliance salió al mercado en 1998, y es hasta ahora el último juego de la saga X-Wing. El juego tenía en desarrollo una expansión que nunca se completó. Tras X-Wing Alliance, los juegos de la saga Star Wars derivaron principalmente, con la llegada de la nueva trilogía de protosecuelas, en arcades para consolas y alguna adaptación de conceptos ya existentes a PC (BattleFront, BattleGrounds, etc). Aunque ha habido rumores de un nuevo X-Wing (que llegaría con más de 10 años de retraso) no hay planes ni noticias de una continuación oficial de la saga.